# プジョー・3008
プジョー・3008（Peugeot 3008 ）はフランスの自動車メーカー、プジョーが2009年から生産・販売するSUV。
三菱自動車からOEM供給を受けている4007や4008とは異なり、308をベースとしたプジョー初の自社開発・自社生産SUVである。

## 初代 T84型 (2009年 - 2016年)
2008年のパリモーターショーで発表されたコンセプトカー「プロローグHybrid4」をルーツとし、2009年3月のジュネーブショーで市販仕様が公開された。プジョー・307やシトロエン・C4等と共通のPSA PF2プラットフォームをベースとし、2017年5月のフランスでの発売を皮切りに順次各市場に投入を開始した。日本市場へは2010年6月1日より導入を開始。
エクステリアはモノフォルム形状を採り入れ、ボンネットとキャビンを明確に分けないプロポーションとしたことで、比較的コンパクトなサイズでありながら高効率なパッケージを実現した。
インテリアはラゲッジルームのフロア高を3段階に調整可能とすることで、積載性の向上とリアシートの完全なフラット化をも実現している。荷室容量はラゲッジボードの高さまで荷物を積む場合で512L、シートを格納したフル積載時で1,604Lの容量がある。
エンジンは欧州では1.6L（120PSと156PS）のガソリンと1.6L（110PS）と2L（150PSと163PS）のHDiをラインアップするが、日本市場へは308やシトロエン・C4などにも搭載される1.6L・直噴ターボガソリンエンジンのみが組み合わされる。最高出力156PS/最大トルク24.5kg-mを誇ると同時に、優れた燃費性能をも実現させている。2011年にはディーゼルハイブリッド4WDの追加も予定されている。トランスミッションは各エンジンに6MTの設定もあるが、日本向けは6ATのみである。
走行性能についてもFFを採用しながらも機動性を高める「ダイナミックロールコントロール」と「グリップコントロール」をプジョー車で初めて採用。前者はリアサスペンションの搭載される車体のロールを抑えるためのシステムであり、後者はマッド＆スノータイヤとモード切替式のトラクションで構成される。モードは「標準」「雪道」「オフロード」「砂地」「ESPオフ」の5種を任意に選択でき、トラクションコントロールが各路面の状況にあわせて適切な作動を行う。
日本でのグレード展開はベーシックな『Premium』とラグジュアリーな『Griffe』の2機種。
幅x長さ＝1,202mmx1,382mmと大きいパノラミックガラスルーフをはじめ、バイキセノンディレクショナルヘッドランプ、レザーシート（『Griffe』のみ）、左右独立調整式オートエアコン、クルーズコントロール、ポップアップ式のヘッドアップディスプレイ、後席用送風口、自動防眩式ルームミラー、6エアバッグ、ESPなど、クラスを超えた豪華さが自慢である。
2013年9月のフランクフルト・モーターショーにて後期型を発表。

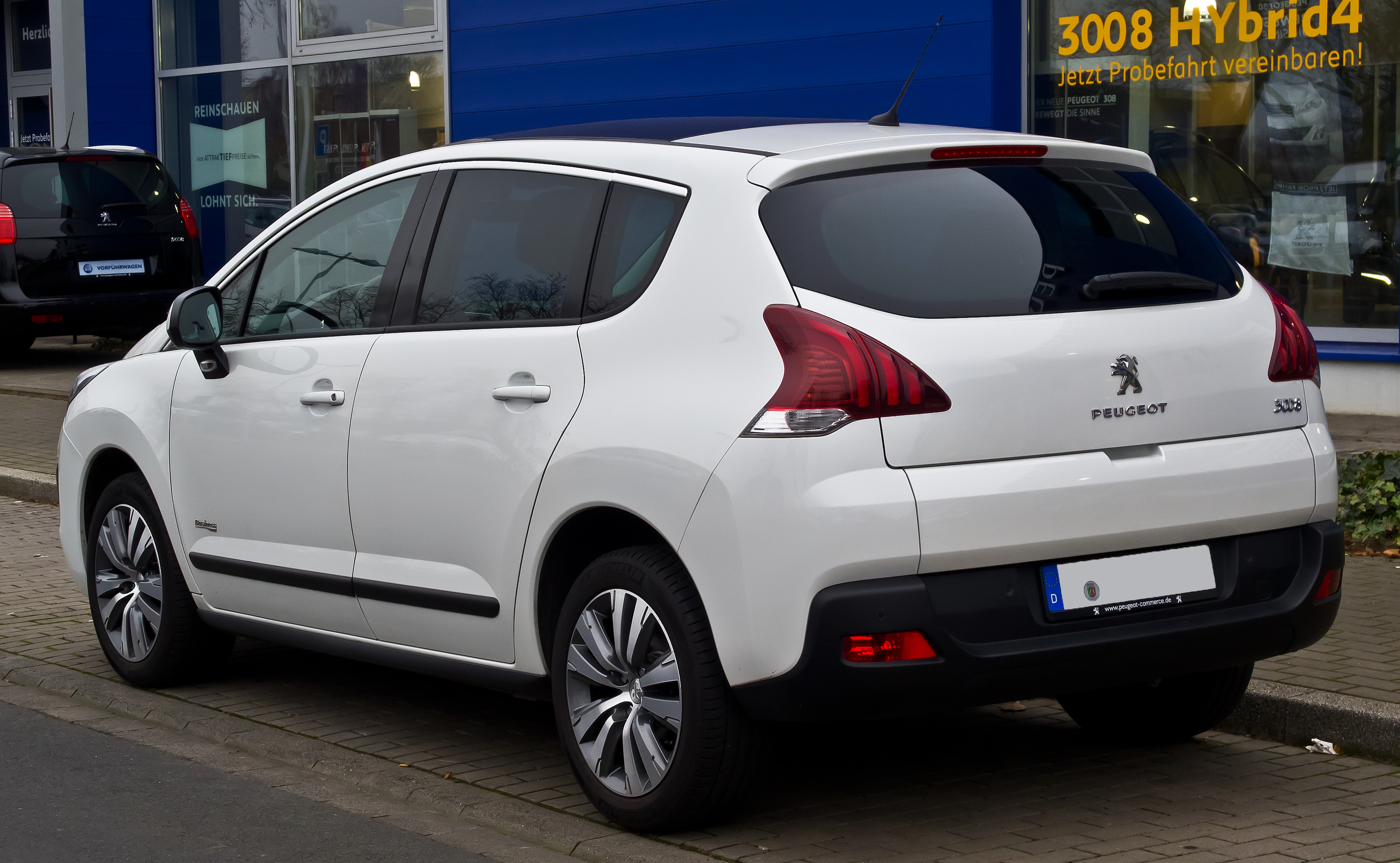
後期型 リア
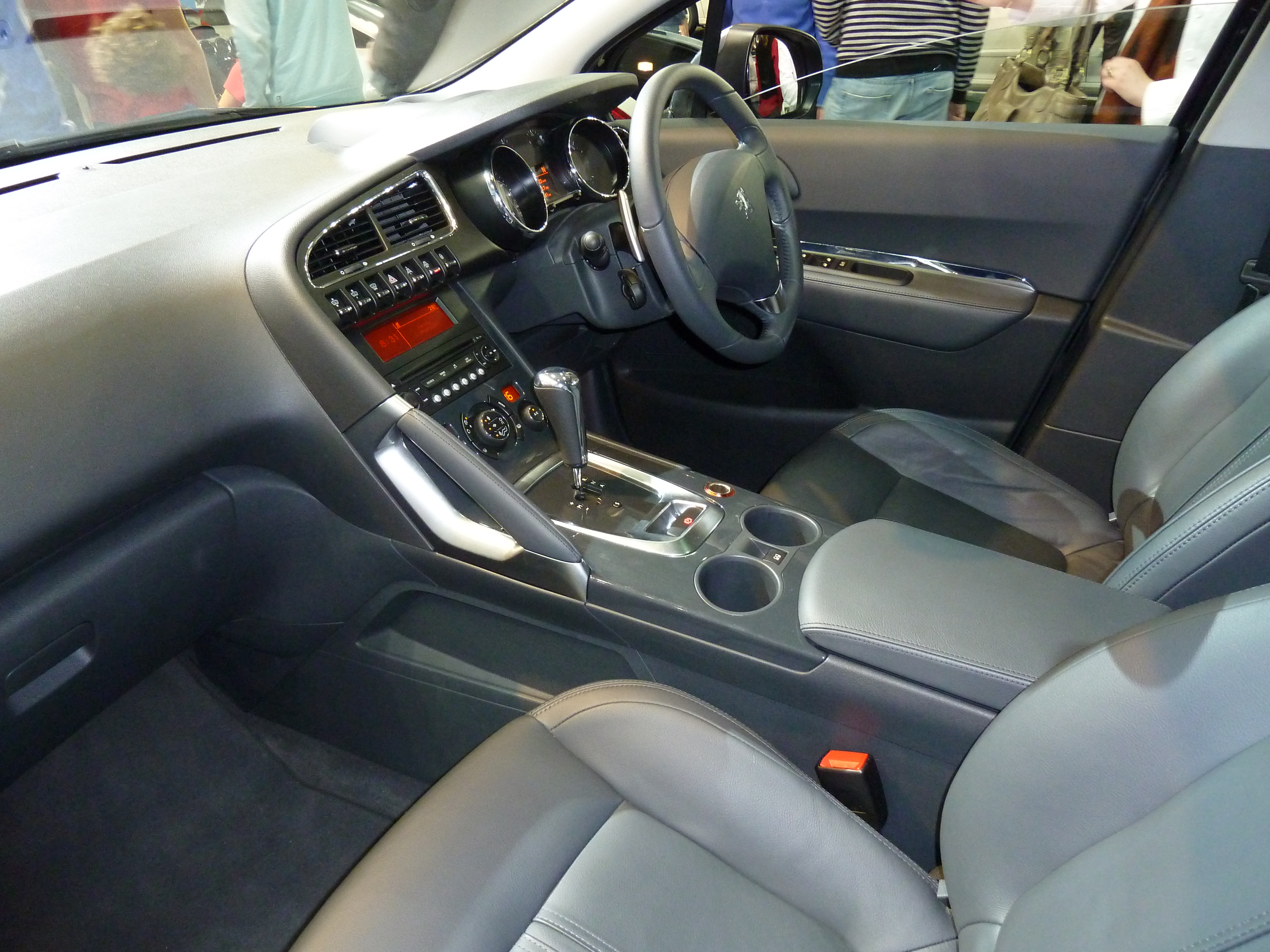
インテリア

### 中国市場版
神龍汽車は2012年から2019年まで中国・武漢にて生産。フランス製とは細部が異なっている。

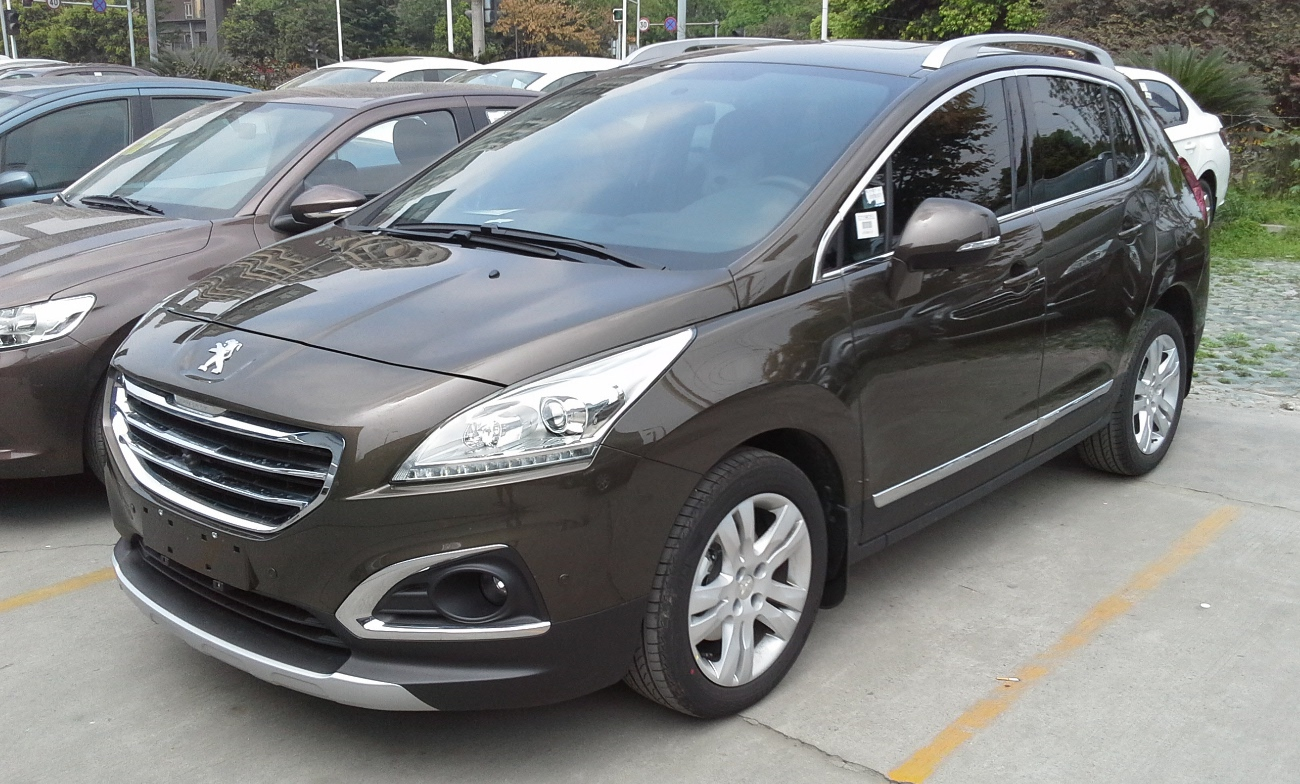
前期型

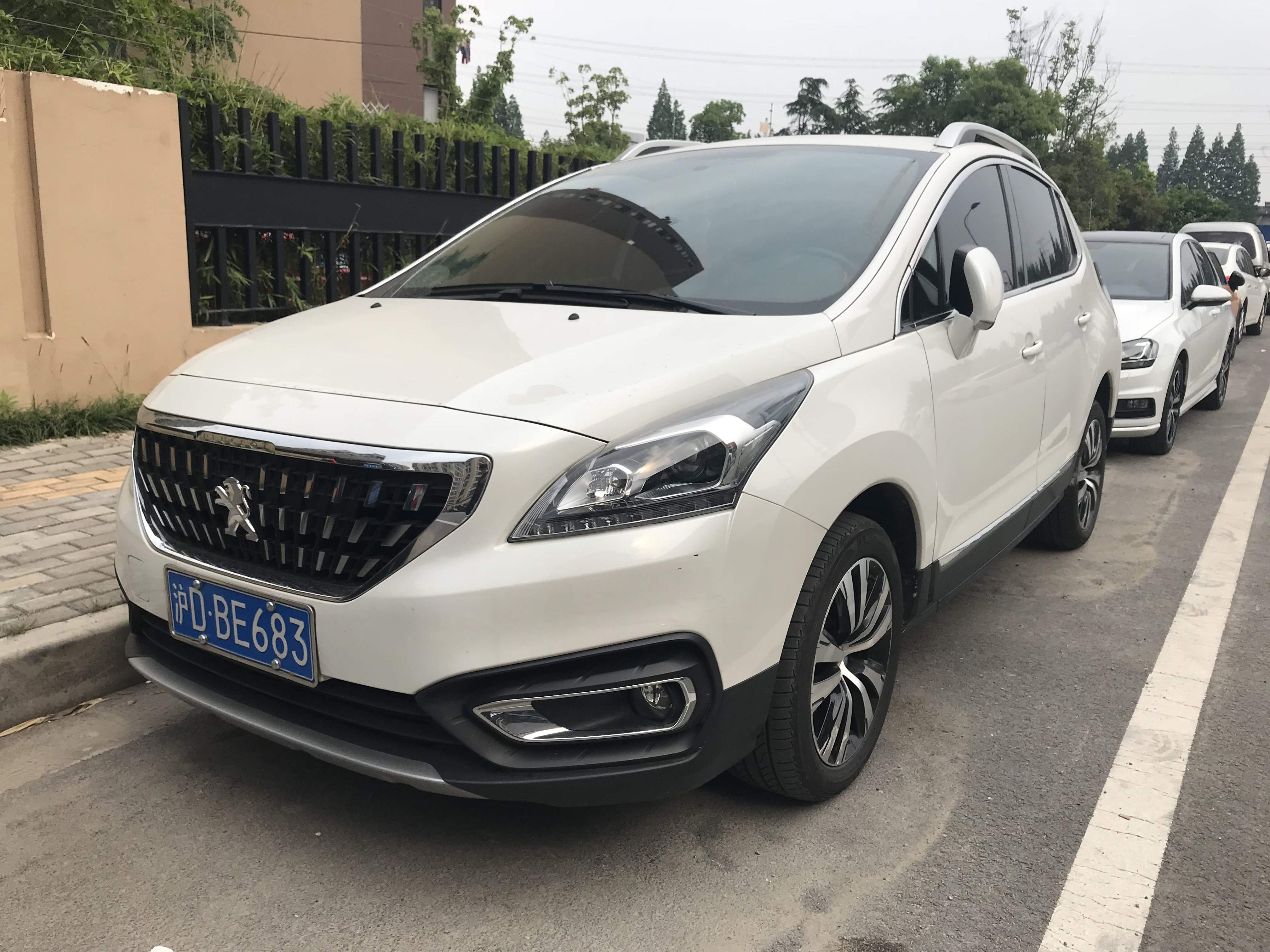
後期型

## 2代目 P84型 (2017年 - 2024年)
2016年5月23日2代目発表。10月のパリ・モーターショーにて一般公開。プラットフォームは2代目308や2代目シトロエン・C4ピカソなどに用いられた新世代のPSA EMP2プラットフォームを採用。2017年3月ヨーロッパ・カー・オブ・ザ・イヤーを受賞、と同時にPSAグループによるオペル買収が正式発表されたため今後はオペル車とも車台共有などが行われていくことになる。一般公開から約半年間で、ヨーロッパにおいて10万台のオーダーを獲得。その半数は過去にプジョー車を所有したことがない人達というデータが出ている。
尚、2代目5008は初代のミニバンスタイルから、3008のロングホイールベース版へと大幅に転換されている。
中国では、デザインを全く変えていないロングホイールベース仕様を、4008として販売している。
2020年9月にフェイスリフトを実施。ライオンの牙をモチーフにした縦型のフロントデイタイムライトや鉤爪型のテールライト等、508や208において取り入れられた意匠のものが導入され外観が一新された。

### 日本での販売
プジョー・シトロエン・ジャポンは2017年3月13日に発売を開始。ベーシックな「アリュール」とLEDヘッドランプを備えた「アリュールLEDパッケージ」の2種類が用意され、それらに加え日本導入記念モデルとして「アリュール デビューエディション」(80台)と「GTライン デビューエディション」(180台)の2モデルが限定販売される。
2021年1月27日にはフェイスリフトモデルが発売され、既存の「アリュール」「GTライン」に加えて、新たに前後に1基ずつモーターを搭載したプラグインハイブリッドモデル「GT HYBRID 4」がラインナップに追加された。

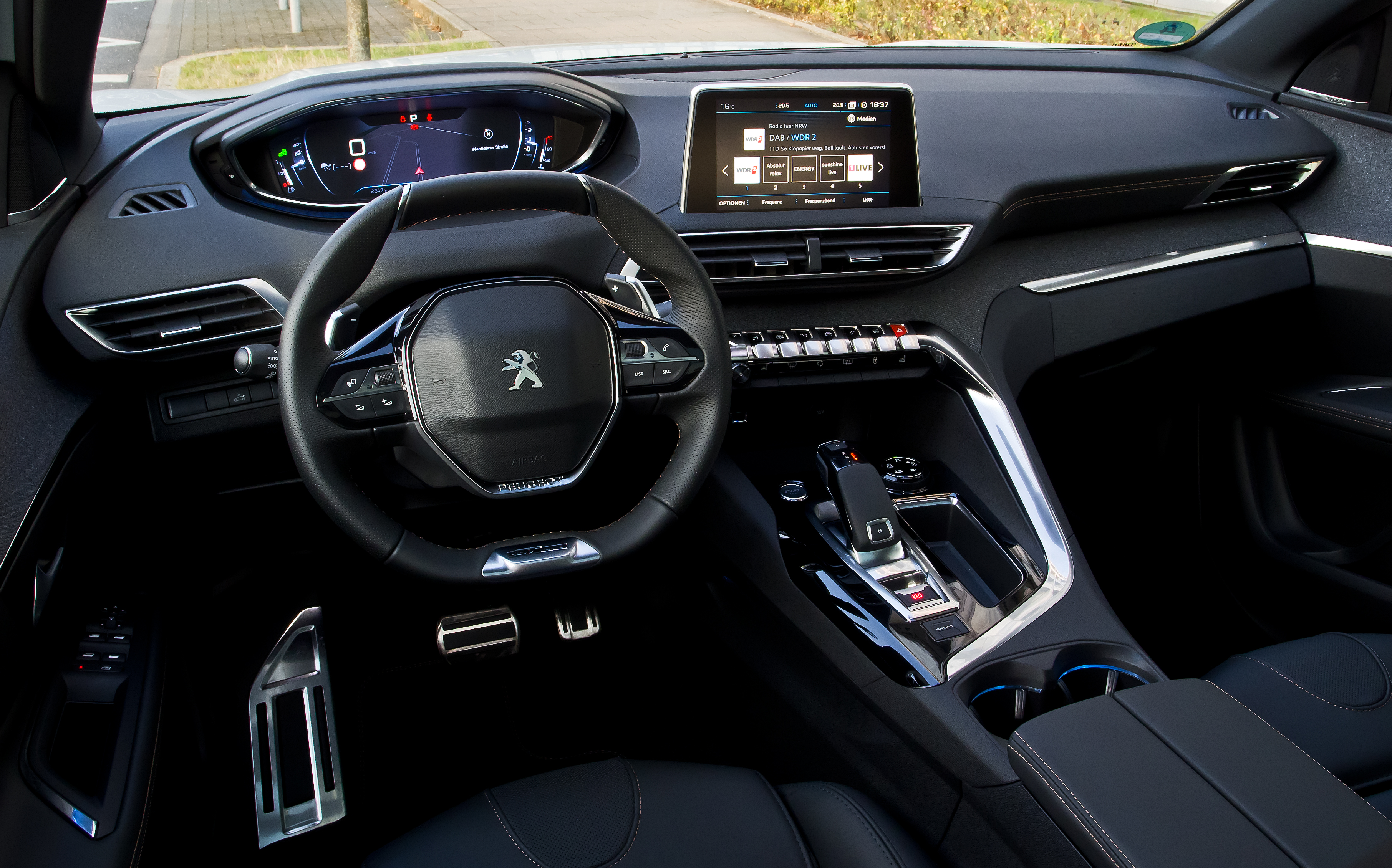
インテリア
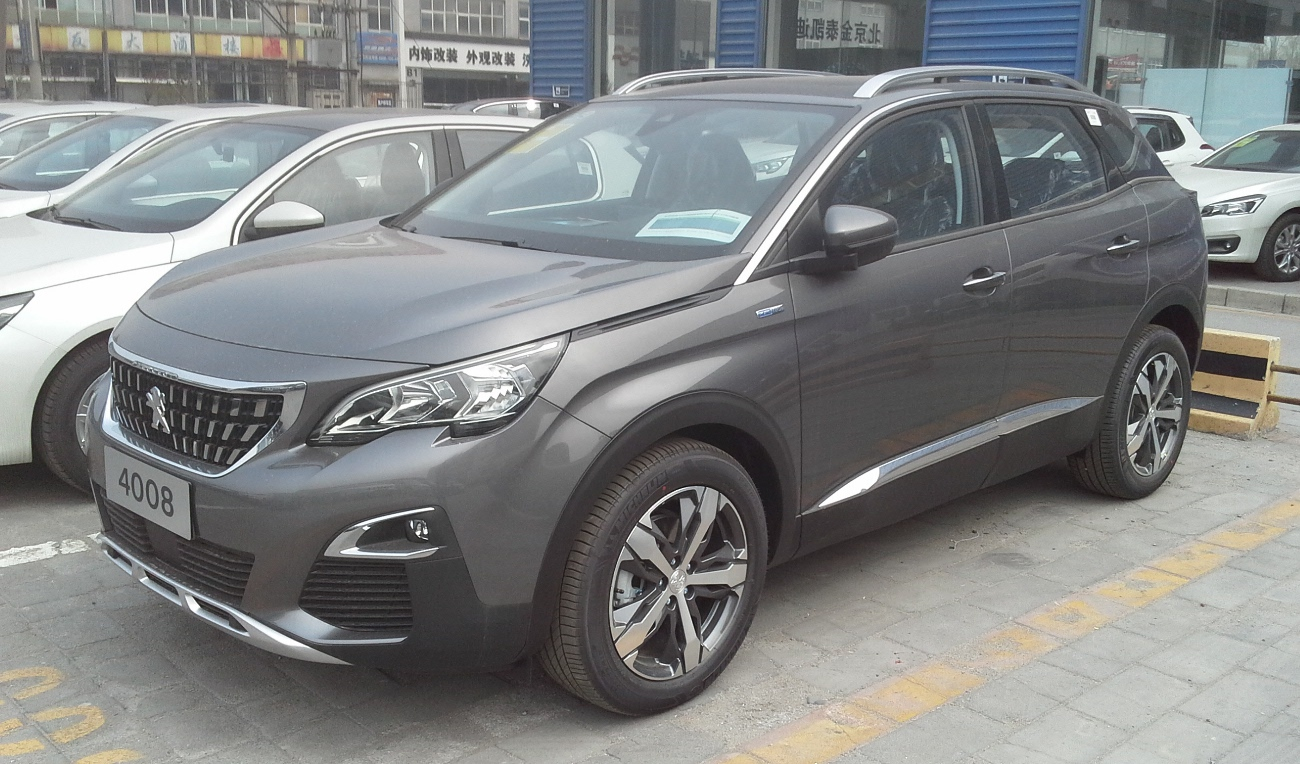
4008
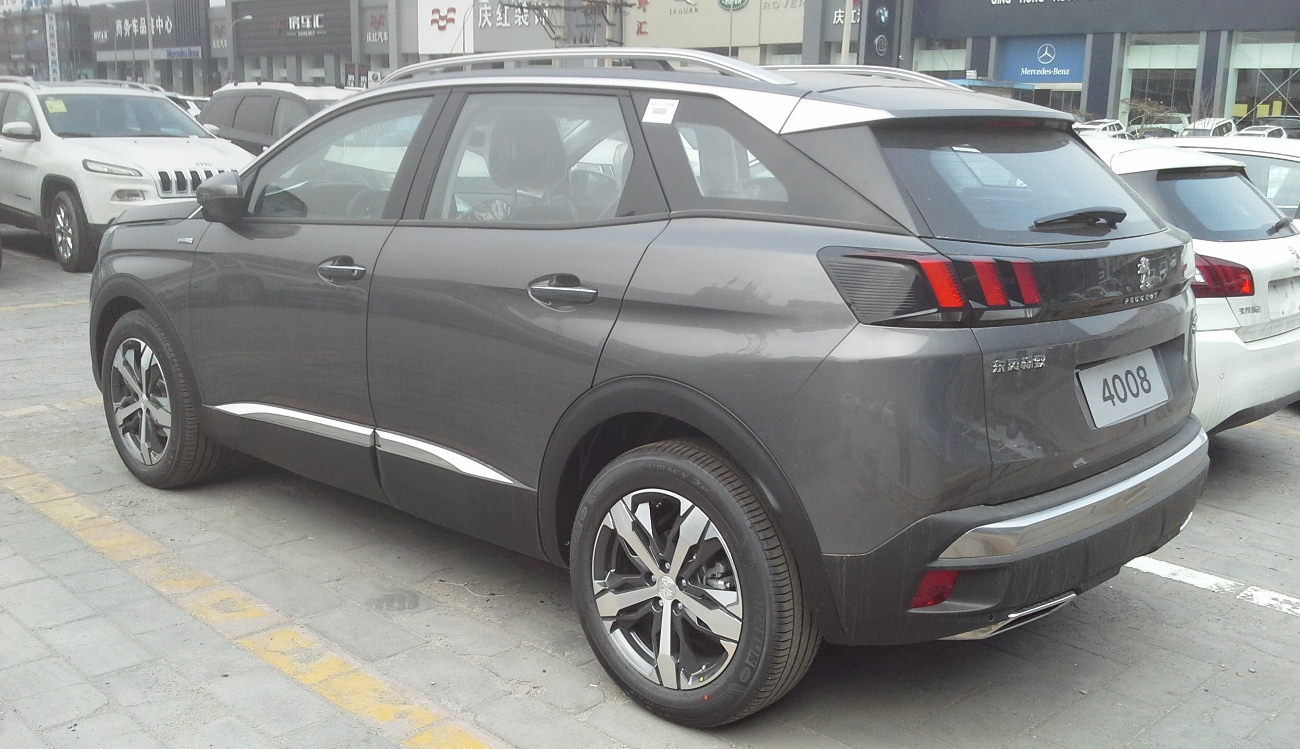
4008 リア

## ダカール・ラリー
復帰わずか二年目で二輪駆動バギーの2008 DKR 16を運用しダカール・ラリーを制覇したプジョー・スポールは、2017年ダカールに市販車の3008のフルモデルチェンジにあわせて、マシンも3008をデザインモチーフとした「3008 DKR」に変更した。エンジンは2008 DKR 16からのキャリーオーバーだが、規則の変更により吸気リストリクター径が39mmから38mmへと狭められ、20馬力ほどダウンしている。ドライバーは前年に引き続きステファン・ペテランセル、カルロス・サインツ、シリル・デプレ、セバスチャン・ローブの4台体制。またル・マン24時間/WEC王者のフランス人ロマン・デュマもプライベートチーム「RDリミテッド」から水色の3008 DKRをドライブした。この年からMINIもプジョーに追随し二輪駆動のJCWバギーを投入してきたが、ドライバー陣の力の差は明らかであり、ペテランセルが1位、ローブが2位、3位がデプレで、プジョーとしては1990年の405 T16 GR以来27年ぶりの表彰台独占という圧勝劇を見せつけた。サインツはデイ4でクラッシュしリタイアしたが、デュマがトップ10入り（8位）を果たした。
2017年シルクウェイ・ラリーから大きく改良が施された、「3008 DKR Maxi」が投入された。サスペンション幅が100mmずつ増えて全幅が200mmワイドになり、ドライブシャフトなども改良された。ダカールとシルクウェイはいずれもFIAとは微妙に異なる独自規定を採用していたため、このような改良が可能となった。ただしMaxiのステアリングを託されたローブは首位快走中にリタイアし、同ラリーを制したのは旧型を駆るデプレであった。
一方で2016年末から二輪駆動が有利すぎることが問題視されて議論が行われ、将来にガソリンターボエンジンの四輪駆動車が優位となる規則を導入する可能性が示唆された。この動きに対してプジョーは、これまでの投資が無になる恐れから撤退も辞さないと警告。それは現実となり、同年10月31日、ダカール40周年となる2018年大会限りでのプジョーの撤退が正式に表明された。
最後となった2018年大会はデイ4までに1-2-3位独占で前年の再現となるかに思われたが、首位だったデプレが岩でリアサスペンションを大きく破損し優勝争いから脱落。ローブはデイ5のクラッシュでナビが骨折してリタイア、ペテランセルもサスペンショントラブルやクラッシュで4位に終わるなど苦戦した。プジョー加入前からリタイアの続いていたサインツが総合優勝でようやく報い、結果的にプジョーは3連覇で「ドリームチーム」の有終の美を飾った。またセミワークス格のPHスポールからハリド・アル＝カシミが3008 DKR Maxiをドライブし、自己最高の総合6位でフィニッシュした。
プジョー撤退後はPHスポールによりプライベーターへのレンタルが行われており、2019年にローブが総合3位を獲得した（全幅が新規則に適合しないため、Maxiではなく旧型の3008 DKRを用いた）。アル＝カシミは2022年まで3008 DKRで参戦した。
3008 DKRは改造ベース車としても人気で、2020〜2021年にRDリミテッドが開発し、レベリオン・レーシングが運用したDXXバギーはその代表例である（ただしフォード製V8ガソリンエンジンへ換装されている）。またシリル・デプレやゲラン・シシェリなど、水素エンジンやバイオ燃料車に関心を持つプライベーターたちの試験車両としても、名称や姿形を変えながら2022年まで用いられた。